# Monti del Sarykol
I monti del Sarykol (nome kirghiso del fiume Taškurgan; in russo Сарыко́льский хребе́т?; in tagico Раште Кух Сарикол?) sono una catena montuosa del Pamir orientale situata lungo il confine tra il Tagikistan e la Cina.
Si estendono per una lunghezza di 350 km con orientamento prevalentemente nord-sud, correndo paralleli ai monti di Kašgar situati ad est. A nord la catena montuosa è delimitata dal corso del fiume Markansu e a sud dal passo Beyik. Formano lo spartiacque tra i bacini idrografici del Tarim, del lago Karakul' e dell'Amu Darya. La montagna più alta della catena è il Picco Ljavirdyr, culminante a 6351 m. Il clima e la vegetazione dei monti del Sarykol corrispondono a quelli del deserto freddo di altopiano.
Il passo Uzbel collega la Cina con il Tagikistan.